# パスポート to パリ
『パスポート to パリ』（Passport to Paris）は、1999年のアメリカのテレビ映画である。日本ではWOWOWで放送された。『フルハウス』のオルセン姉妹の主演作である。

## あらすじ
双子の姉妹アリソンとメラニーは春休みにパリに旅行に行くことになった。駐仏米国大使である祖父は多忙であったため、祖父の特別補佐ジェレミーにパリを案内してもらうことになった。ジェレミーとともにパリを観光していると、2人の少年に出会い、アリソンとメラニーはそれぞれ恋をする。

## キャスト
（）内は吹き替えキャスト
- アリソン：アシュレー・オルセン（川田妙子）
- メラニー:メアリー＝ケイト・オルセン（かないみか）
- エドワード:ピーター・ホワイト（佐々木敏）
- ジェレミー：マット・ウィンストン（鳥畑洋人）
- ブリジット:イヴォンヌ・スキオ（魏涼子）
- ミシェル：イーサン・ペック（下和田裕貴）
- ジャン：ブロッカー・ウェイ

## スタッフ
- 監督：アラン・メッター
- 脚本：エリザベス・クルーガー、クレイグ・シャピロ
- 製作総指揮：メアリー・ケイト・オルセン、アシュレー・オルセン

## DVD
2005年1月に、『ラブ in ローマ』、『ニューヨーク・ミニット』と共にワーナー・ホーム・ビデオから日本語版のDVDが発売された。

## 関連作品
- ふたりはふたご
- ザ・チャレンジ